# Evangelisches Johannesstift Berlin

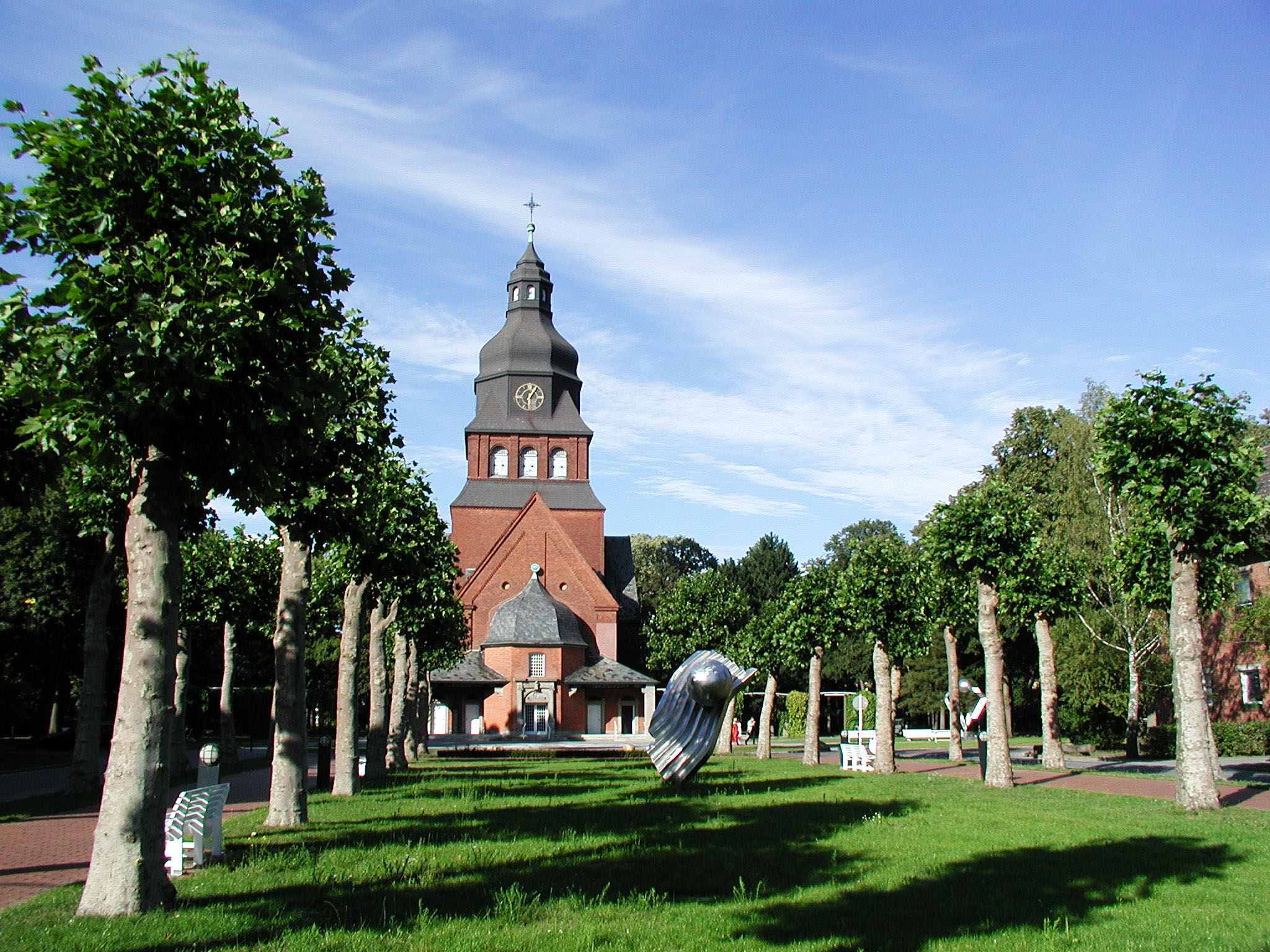
Blick vom Haupteingang die Platanenallee hinunter in Richtung Stiftskirche

Das Evangelische Johannesstift Berlin ist eine evangelische Einrichtung im Berliner Ortsteil Hakenfelde im Nordwesten des Bezirks Spandau. Es wurde am 25. April 1858 von Johann Hinrich Wichern gegründet, um Arme, Kranke, Gefangene und Kinder zu unterstützen. Seit 1910 ist es in Spandau ansässig. Seit 2019 ist es nach einer Fusion mit anderen evangelischen Einrichtungen ein Bestandteil der Johannesstift Diakonie. 

## Lage und Struktur
Im Jahr 1864 begann im Gutsbezirk Plötzensee der weiträumig geplante Aufbau des Johannesstifts mit 30 Häusern und einer zugeordneten Kirche. Wegen des Baus des Westhafens musste das Gelände allerdings im Jahr 1906 verkauft werden. Seit 1910 hat das Johannesstift seinen jetzigen Standort im Spandauer Forst.
Auf dem Gelände in der Schönwalder Allee befinden sich ein Hotel mit Tagungszentrum, ein Krankenhaus, eine Grund- und Realschule (1.–10. Klasse), eine Kirche, eine Buchhandlung, verschiedene kleine Geschäfte, eine Gärtnerei sowie zahlreiche diakonische Einrichtungen. Diese sind gegliedert in die Geschäftsbereiche: Geriatrie und Altenhilfe, Behindertenhilfe, Jugendhilfe sowie das Diakonische Bildungszentrum, das verschiedene Ausbildungen zu sozialen Berufen unter sich vereint.
Alljährlich finden hier große Volksfeste zum Erntedank und zu Weihnachten statt, zu der aus ganz Berlin und Umgebung Tausende von Menschen anreisen.
Ab 1992 war das Johannesstift auch Träger diakonischer Angebote in Brandenburg. Zum 1. Januar 2018 erfolgte die Fusion mit der Paul Gerhardt Diakonie. Seit 2019 führt des fusionierte Unternehmen den Namen Johannesstift Diakonie. 
Das Evangelische Johannesstift Berlin ist in seiner Arbeit auf Spenden und Nachlässe angewiesen. Diese tragen wesentlich dazu bei, dass Investitionen getätigt werden können, die neue Angebote für Kinder und Jugendliche, für Menschen mit Behinderung und für ältere Menschen ermöglichen. Die laufende Arbeit wird in der Regel aus öffentlichen Mitteln refinanziert.

## Geschichte

### Johann Hinrich Wichern: Gründer des Johannesstifts

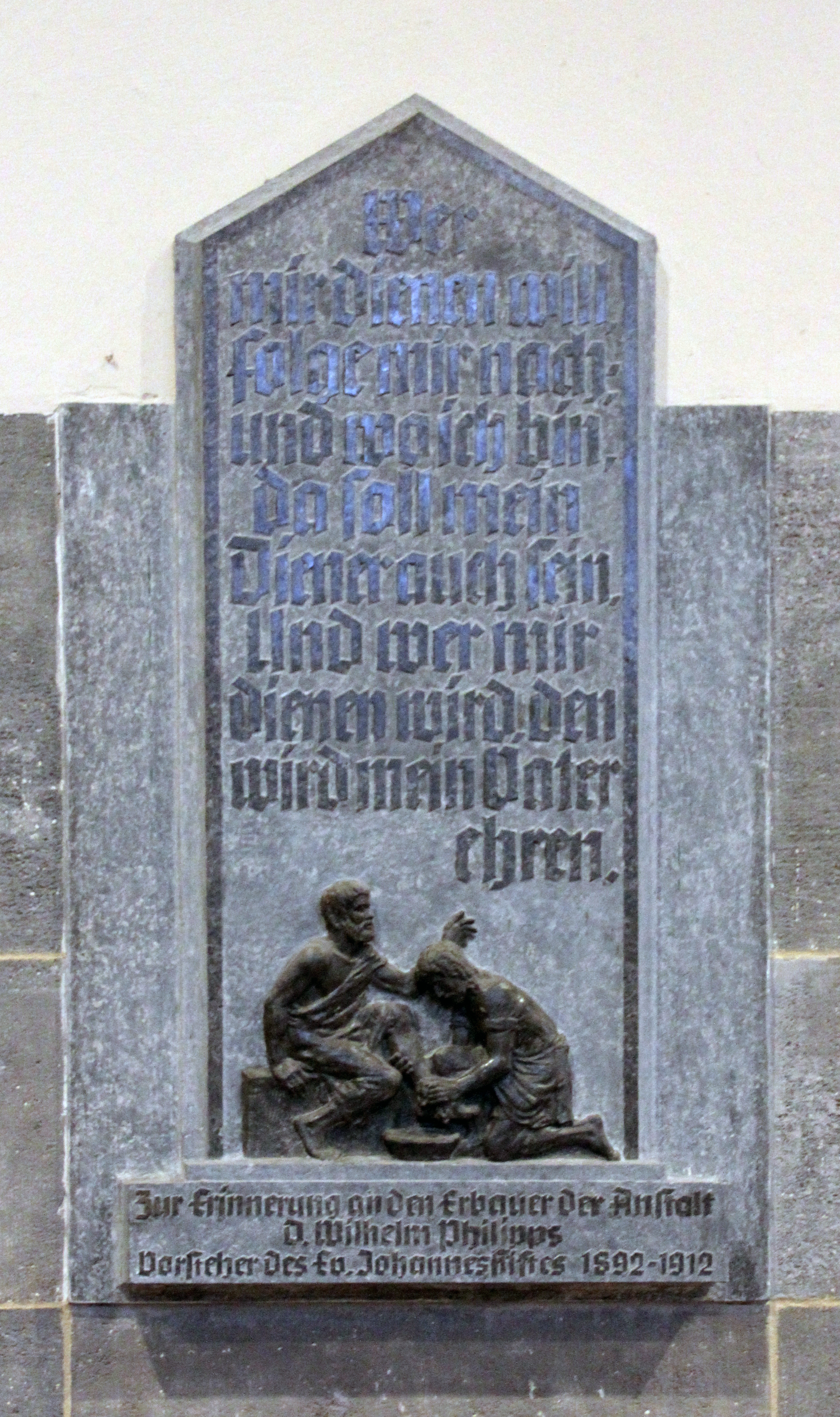
Gedenktafel für Wilhelm Philipps in der Stiftskirche

Johann Hinrich Wichern gehörte zu den maßgeblichen Begründern der modernen Diakonie. Sein Konzept der Inneren Mission wollte er auch mit der Gründung des Johannesstifts umsetzen. Er kam in Berührung mit der Situation verwahrloster Kinder und Jugendlicher während seines Theologiestudiums in Hamburg, als er seinen Lebensunterhalt als pädagogischer Helfer in einem Schülerinternat verdiente. Die pädagogisch-praktischen Erfahrungen, die er dort sammelte, gaben 1833 den Ausschlag zur Gründung des Rauhen Hauses in Hamburg-Horn. Dort konnte er seine eigenen gruppenpädagogischen Vorstellungen verwirklichen. Mit jungen Männern, in einer brüderlich-geistlichen Gemeinschaft zusammengefasst und pädagogisch ausgebildet, entwickelte er Angebote, um den Kindern und Jugendlichen eine Heimat und eine berufliche Perspektive zu geben.
Wicherns besonderes Interesse galt in den 1850er Jahren dem Gefängniswesen. Dies brachte ihn in Kontakt mit König Friedrich Wilhelm IV., der ihn als Berater in sozialen Angelegenheiten nach Berlin berief und ihn beauftragte, in Preußen eine Gefängnisreform voranzutreiben. Ein Kerngedanke dieser Reform war, statt der für die Resozialisierung als unvorteilhaft eingeschätzten Gruppenhaft Einzelhaft für die Gefangenen vorzusehen. König Friedrich Wilhelm IV. schätzte Wicherns Leistung und regte an, auch für Preußen eine Ausbildungsstätte für Diakone verbunden mit sozialen Aufgaben zu beginnen. Wichern nahm diesen Vorschlag auf und gründete am 25. April 1858 in Anwesenheit zahlreicher Freunde und Gönner in der Sing-Akademie zu Berlin, in dem heute das Maxim-Gorki-Theater spielt, das Evangelische Johannesstift Berlin.

„Das Johannesstift in Berlin wird ein Brüderhaus sein, wie ein solches im Rauhen Hause zu Horn bei Hamburg besteht. Es bezweckt, evangelische Männer jeglichen Standes in brüderlicher Liebe zu gemeinsamer Arbeit in Wort und Werk unter Armen, Kranken, Gefangenen, Kindern sowie unter der deutschen evangelischen Diaspora oder auf verwandten Arbeitsgebieten zu sammeln, zu diesem Dienst durch Schule und praktische Übung vorzubereiten, die also ausgebildeten Brüder zu entsenden und in freier evangelischer Gemeinschaft verbunden zu erhalten.“

Damit beschrieb Wichern in seiner Gründungsrede vor Gästen und Freunden die Schwerpunkte des Johannesstifts: Dienst am Nächsten und Ausbildung von Diakonen. Beides gehörte für Wichern eng zusammen und ist bis heute in der Arbeit des Johannesstifts und seiner Schwestern- und Brüderschaft lebendig.

### Anfänge des Johannesstifts

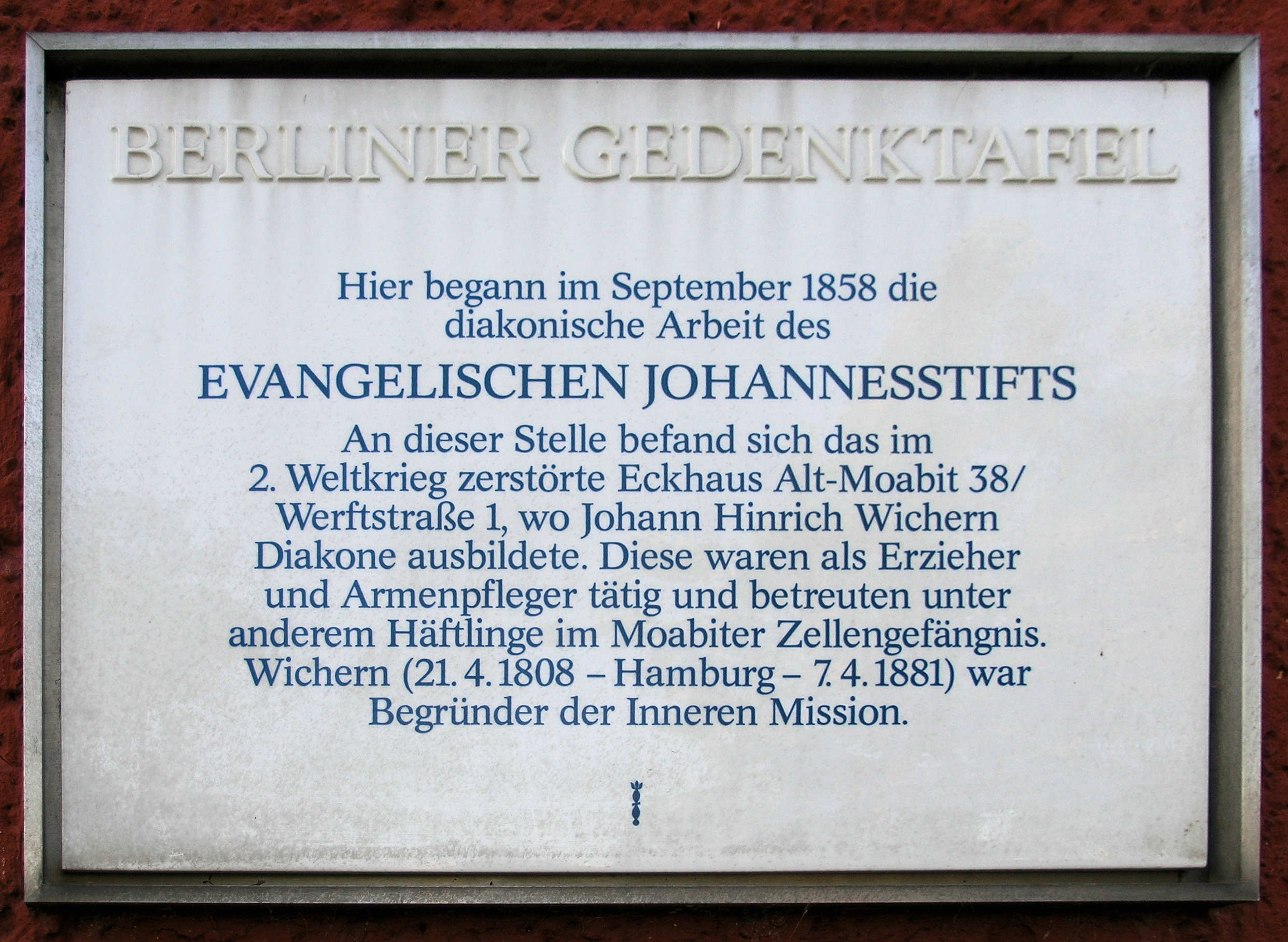
Berliner Gedenktafel am Haus Alt-Moabit 127, in Berlin-Moabit

Die eigentliche Arbeit begann im September 1858 mit zwölf jungen Brüdern aus dem Rauhen Haus. Zuerst begnügte man sich mit einer Etagenwohnung im heutigen Berliner Ortsteil Moabit. Am Anfang stand die Ausbildung von Männern zu Erziehern und Armenpflegern im christlich-diakonischen Sinn (später als Diakone bezeichnet), die Arbeit im Zellengefängnis Moabit, die Aufnahme der Armenpflege selbst und die Fürsorge für entlassene Strafgefangene, gewissermaßen als begleitende Maßnahme zur Gefängnisreform.

### Johannesstift in Berlin-Plötzensee

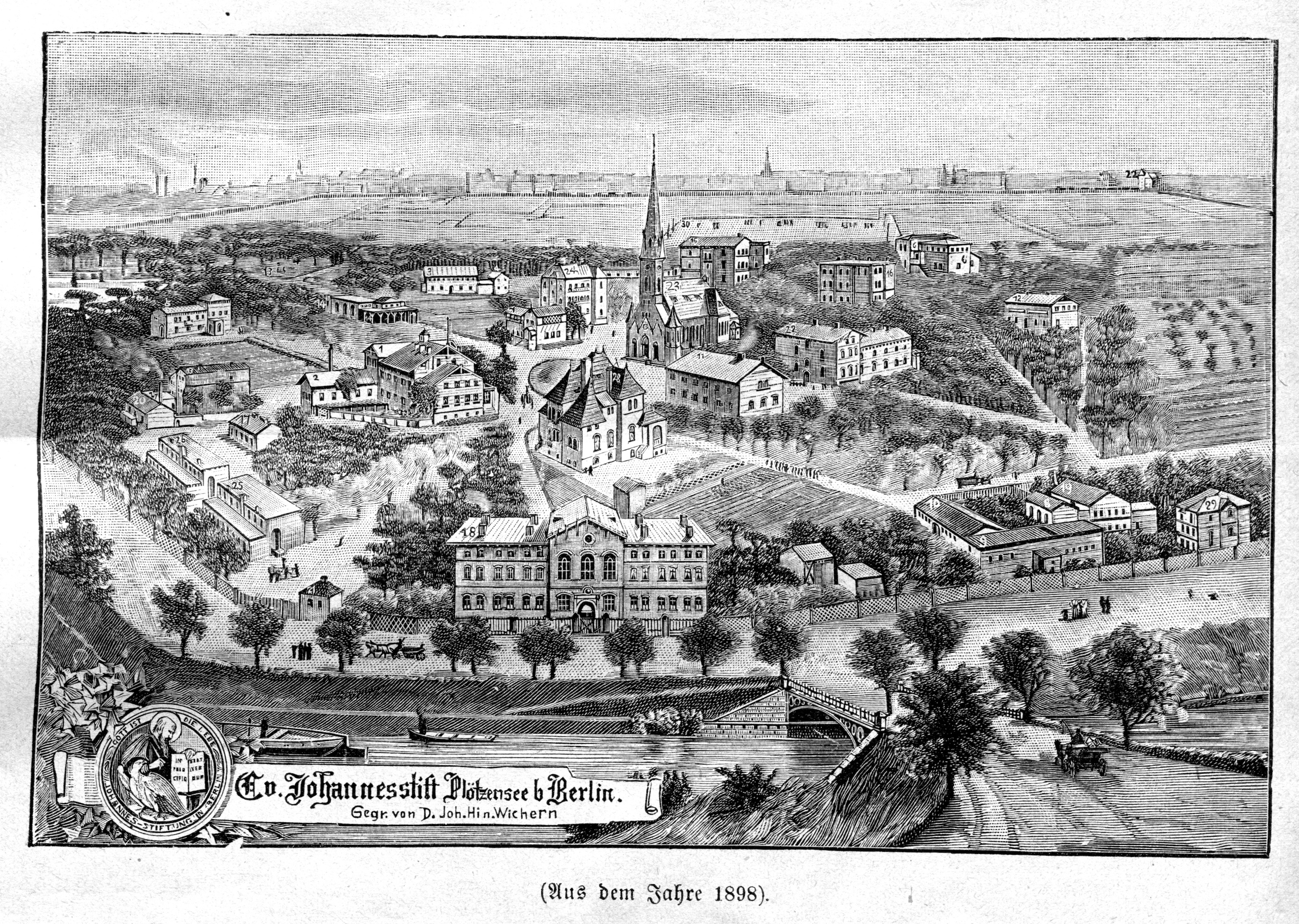
Ansicht des Geländes in Berlin-Plötzensee, 1898

Erst 1864 gelang es dem Kuratorium mit großer Unterstützung durch den Freundeskreis, ein 30 Hektar großes Gelände am Spandauer Schifffahrts- und Charlottenburger Verbindungskanal in der Nähe des Plötzensees zu erwerben und den Grundstein für das Haupthaus zu legen. Architekt war Carl Wilhelm Hoffmann. Bis zur Jahrhundertwende entwickelte sich das Johannesstift zu einer Einrichtung mit dreißig Häusern, zentrales Gebäude war die 1897 eingeweihte Kirche. Schwerpunkt der Arbeit waren neben der Diakonenausbildung die Pflege und Erziehung von Kindern und Jugendlichen nach den von Wichern aufgestellten Prinzipien. Mit der Anlage Plötzensee wollte Wichern einen Lebensraum schaffen, in dem Menschen Hilfe erfahren, in Gemeinschaft miteinander leben, wohnen und arbeiten. Eine Idee, die bis heute Gültigkeit hat und im diakonischen Gemeinwesen Johannesstift verwirklicht ist.

### Umzug nach Spandau
Als man gegen Ende des 19. Jahrhunderts in Berlin die Anlage eines großen Binnenhafens (Westhafen) auf dem Gelände des Stifts plante, musste das Gelände verkauft und bis 1910 geräumt werden. In langwierigen Verhandlungen gelang es dem Stift, einen vorteilhaften Preis auszuhandeln. Die rund 11,2 Millionen Mark (kaufkraftbereinigt in heutiger Währung: rund 83,6 Millionen Euro) versetzten die Stiftsleitung in die Lage, 1906 den heutigen Standort des Johannesstifts, ein etwa 75 Hektar großes Gelände im Spandauer Stadtforst zu erwerben und in großzügiger Weise zu bebauen. Zwischen 1907 und 1910 entstanden rund dreißig Häuser mit der Stiftskirche im Zentrum. Mit den Planungen wurden zunächst die Architekten Hermann Solf (1856–1909) und Franz Wichards (1856–1919) beauftragt, nach deren Ausscheiden Otto Kuhlmann (1873–1948).

### Krisenhafte Entwicklung nach dem Ersten Weltkrieg

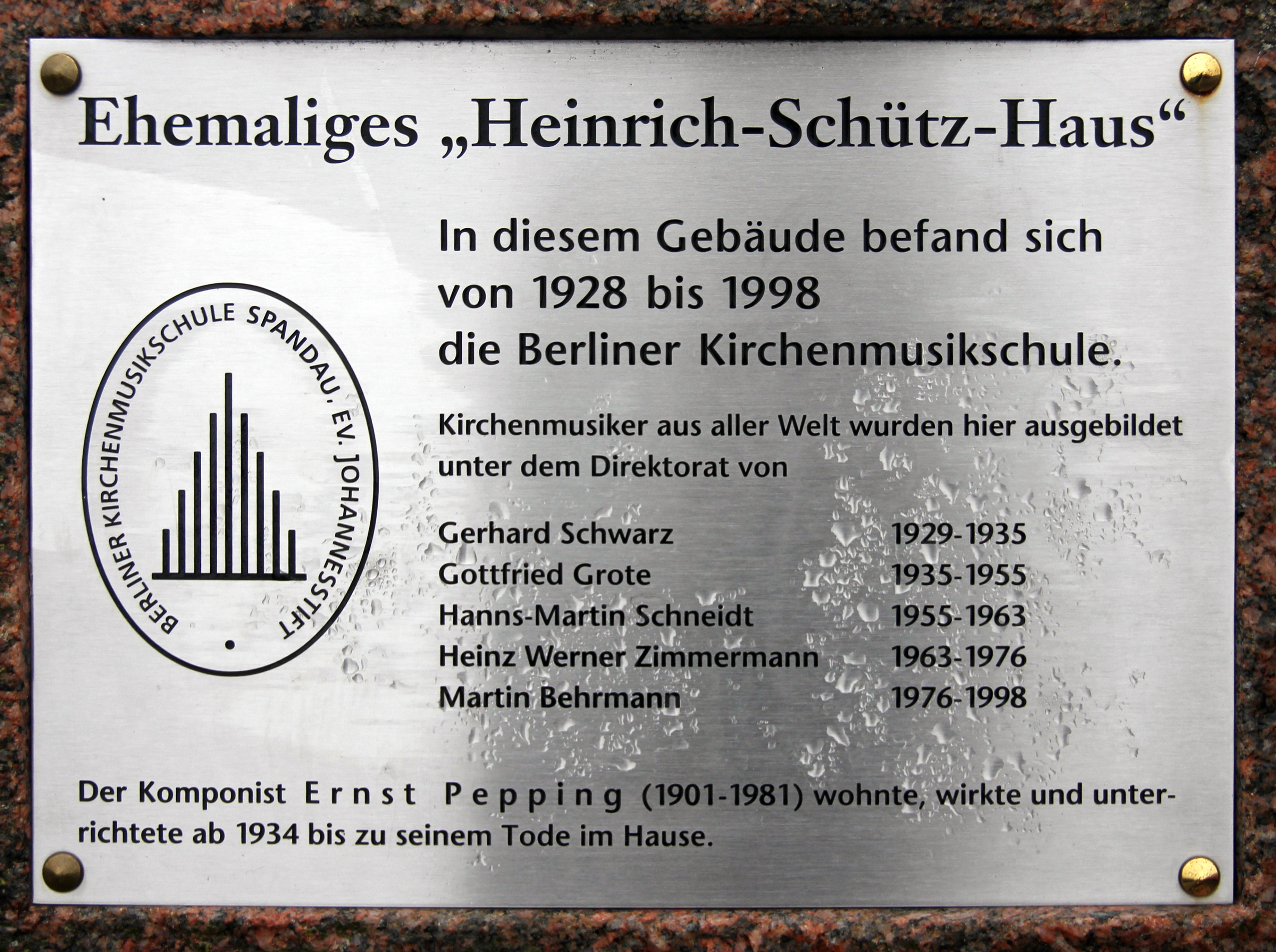
Gedenktafel am „Janusz-Korczak-Haus“

Der Erste Weltkrieg und seine Folgen führten das Johannesstift an den Rand des Ruins. Die Inflation Anfang der 1920er Jahre und Fehlentscheidungen zehrten das durch den Verkauf von Plötzensee erworbene Vermögen auf. Der Unterstützerkreis hatte fast völlig aufgehört zu existieren. Der bis dahin das Johannesstift prägende Schulbetrieb musste aufgegeben werden. Mit dem Deutschnationalen Handlungsgehilfen-Verband, einer seinerzeit einflussreichen, antidemokratisch eingestellten Interessenvereinigung für Angestellte, wurden ein Kooperationsvertrag und langfristige Mietverträge abgeschlossen. Die sozialen Tätigkeiten wurden weitgehend eingestellt. Das Evangelische Johannesstift erlebte einen Stillstand. Es blieben die Diakonenausbildung und der zaghafte Aufbau eines Erwachsenenbildungswesens.
Pastor Helmuth Schreiner, Stiftsvorsteher ab 1926, gelang es, dem Johannesstift eine neue diakonische und wirtschaftliche Perspektive aufzuzeigen. Er legte den Grundstein zu einer diakonischen Arbeit, die in Grundzügen bis heute gültig ist. Unter schwierigen Bedingungen entmietete er die Häuser. Neue Aufgaben wurden in Angriff genommen und in kurzer Zeit entwickelten sich zahlreiche Angebote. Zur Erziehungsarbeit an Kindern und Jugendlichen gesellte sich die Altenbetreuung und die Altenpflege. Ein Heim für schwerstkörperbehinderte Kinder und ein weiteres Haus für Kinder mit Haltungsschäden wurde eröffnet. In einem Lehrlingsheim erhielten Jugendliche eine Berufsausbildung. Ausgebaut wurde auch das Bildungswesen. Ende der 1920er Jahre gab es neben der Diakonenausbildung die Wohlfahrtsschule zur Ausbildung von Sozialarbeitern, die Evangelische Schule für Volksmusik (später: Berliner Kirchenmusikschule), die Fichte-Hochschule, die Evangelisch-Soziale Schule und das Politische Kolleg als Einrichtungen der Erwachsenenfortbildung sowie die „Apologetische Centrale“, die sich mit den damals intensiv geführten Auseinandersetzungen der Weltanschauungen befasste. Weiterhin zog der Wichern-Verlag ins Johannesstift. Auch der Freiwillige Evangelische Arbeitsdienst bezog einen Stützpunkt im Stift. Während der Weltwirtschaftskrise Anfang der 1930er Jahre bemühte er sich, arbeitslosen jungen Menschen Beschäftigung und Auskommen zu geben.

### Zwischen 1933 und 1945
Zwischen 1932 und 1939 stand Wilhelm Philipps (der Jüngere, 1891–1982) dem Stift vor. Leitung und Johannesstiftsbrüderschaft setzten in die Machtübernahme der Nationalsozialisten zunächst große Hoffnungen. Die Vorstellung in weiten Teilen der evangelischen Kirche, dass mit dem „Dritten Reich“ auch eine Zeit der Kirche angebrochen wäre, fand große Resonanz. Zahlreiche Diakone traten der SA bei, Philipps und andere leitende Mitarbeiter in die NSDAP und die den Nationalsozialisten nahestehende „Glaubensbewegung Deutsche Christen“. Das Kuratorium wurde entsprechend den neuen politischen Verhältnissen umgebildet.
Die politische Anpassung an das Hitler-Regime verhinderte allerdings nicht die Einsetzung eines Kirchenkommissars, der besonders die Tätigkeit des vormaligen, dem Nationalsozialismus kritisch gegenüberstehenden Stiftsvorstehers Schreiner einer Prüfung unterzog. Mit der Schließung der Evangelisch-Sozialen Schule musste bereits 1933 ein Stück evangelisch geprägter, unabhängiger Bildungsarbeit aufgegeben werden. 1937 veranlasste die Gestapo die Schließung der Apologetischen Centrale, deren Leiter Walter Künneth sich kritisch mit dem NS-Ideologen Alfred Rosenberg auseinandergesetzt hatte.
Radikale Tendenzen innerhalb der Deutschen Christen führten dazu, dass Philipps und zahlreiche Mitarbeiter sich der Bekennenden Kirche anschlossen. In der zweiten Hälfte der 1930er Jahre und während des Zweiten Weltkriegs musste sich das Stift zunehmend gegen Versuche des NS-Staates wehren, Wohlfahrtsaufgaben freien Trägern zu entziehen.
Die Euthanasie-Maßnahmen während des Zweiten Weltkriegs nötigten das Johannesstift zu vorsichtigen Gegenmaßnahmen. So wurden bedrohte Bewohner nach Hause entlassen, um sie dem staatlichen Zugriff zu entziehen. Nach dem Kenntnisstand vom Beginn des 21. Jahrhunderts gelang es dem Stift weitgehend, seine behinderten Bewohner zu schützen. Eine gewisse Gefahr bedeutete die Verlegung psychisch erkrankter Bewohner in die Wittenauer Heilstätten, denn von dort aus sind Menschen in die als Tötungsort bekannte Anstalt Meseritz-Obrawalde gekommen. Davon waren auch sieben Personen betroffen, die in den 1930er und 1940er Jahren vom Johannesstift nach Wittenau verlegt worden waren. Fünf von ihnen kamen in Meseritz-Obrawalde ums Leben, sehr wahrscheinlich wurden sie ermordet.
Während des Zweiten Weltkriegs wurden im Johannesstift ebenso wie in vielen anderen Einrichtungen von Diakonie und Kirche Zwangsarbeiter aus den von deutschen Truppen besetzten Ländern Europas herangezogen, um den Betrieb aufrechtzuerhalten. Sie mussten vor allem in der Landwirtschaft und den technischen Hilfsbetrieben arbeiten, einige Zwangsarbeiterinnen auch in den Pflegeheimen.

### Aufschwung nach dem Zweiten Weltkrieg
Das Johannesstift blieb weitgehend von alliierten Luftangriffen verschont, lediglich die Turnhalle war durch einen Volltreffer völlig zerstört worden. Die Besetzung des Geländes durch die Rote Armee im April 1945 war begleitet von Übergriffen gegen Beschäftigte und Bewohner; dieses Trauma blieb noch lange in der Erinnerung der Stiftsbewohner lebendig und verdrängte die eigenen Verstrickungen in den Nationalsozialismus.
Die Jahre nach 1945 waren für die Einrichtungen der Inneren Mission wirtschaftlich schwierig. Die diakonische Arbeit ging weiter wie bisher, aber der Mangel, bedingt durch den Krieg, konnte nur sehr langsam überwunden werden. Die Nähe von Wohn- und Arbeitswelt förderten den sozialen Bezug unter Mitarbeitern und Bewohnern. Mit dem wirtschaftlichen Aufschwung konnte Bestehendes restauriert und modernisiert werden, für neue Aufgaben entstanden zahlreiche entsprechend konzipierte moderne Bauten, für die oft der Architekt Otto Block verantwortlich zeichnete. Zusätzliches Personal wurde eingestellt und die Ausbildungsstätten für soziale Berufe konnten nicht so schnell genügend Fachkräfte ausbilden, wie sie gebraucht wurden. Dieser Mangel an Mitarbeitern konnte erst in den 1970er Jahren überwunden werden.
Als Ost-West-Treffpunkt der evangelischen Kirche war das Stift eine wichtige Klammer im Leben des geteilten Deutschlands. Als mit dem Bau der Berliner Mauer 1961 das Johannesstift sein „Hinterland“ verlor, wurde auch der Kontakt zu den in der DDR lebenden Diakonen erschwert.
Das Stift war Ort zahlreicher bedeutender Tagungen und Synoden. Hier verabschiedete 1965 die EKD-Synode ihre damals umstrittene, heute als wegweisend anerkannte „Ostdenkschrift“, in der eine neue Verhältnisbestimmung zwischen den kapitalistischen Ländern des Westens und den kommunistischen Ostblockstaaten formuliert wurde und die der Ostpolitik Willy Brandts Impulse gab.

### Strukturveränderungen in den 1970er Jahren
Die Spezialisierung in den Arbeitsfeldern und der gesellschaftliche Umbruch führten Anfang der 1970er Jahre zu einer neuen Form der Stiftsleitung. Die patriarchal geprägte, aus dem Stiftsvorsteher und seinem Verwaltungsdirektor bestehende Leitung war dem Druck im Hinblick auf Beratungs- und Entscheidungsbedarf nicht mehr gewachsen und wurde darüber hinaus als nicht mehr zeitgemäß empfunden. Durch Kuratoriumsbeschluss wurde 1974 ein Fünf-Personen-Vorstand eingesetzt, der dann zunehmend für weitere demokratische Leitungsstrukturen sorgte.
Als Folge der neuen Leitungsformen strukturierten sich im Laufe der Jahre die bisherigen Dienstleistungen des Johannesstifts zu den Arbeitsfeldern Jugendhilfe, Behindertenhilfe, Geriatrie und Altenhilfe, Schulen und Fachschulen, Berufliche Förderung und Gäste- und Tagungsservice.

### Diakonisches Unternehmen Johannesstift von 1990 bis 2017
Seit der Wiedervereinigung Deutschlands ist das Johannesstift verstärkt auch in Brandenburg aktiv geworden. Es übernahm das Alten- und Pflegeheim in Velten (1992) sowie den Annagarten (1993), eine Einrichtung für geistig behinderte Frauen in Oranienburg. 2004 entstand das Seniorenzentrum in Hohen Neuendorf.
Das Evangelische Johannesstift wuchs in vielen Bereichen. So entwickelte die Altenhilfe eine geriatrische Versorgungskette, die alle Bedürfnisse eines älteren hilfebedürftigen Menschen abdeckt. Das Johannesstift übernahm Verantwortung für das Evangelische Geriatriezentrum Berlin. In der Jugendhilfe kamen Einrichtungen im Landkreis Oberhavel hinzu. Die Behindertenhilfe erweiterte kontinuierlich ihre Platzzahlen und stellt neue Angebote für unterschiedliche Zielgruppen bereit. Die Zahl der Mitarbeiter stieg von rund 1000 Beschäftigten im Jahr 1990 auf rund 2100 Mitarbeiter im Jahr 2007, die Tochtergesellschaften eingeschlossen.
Zu diesen Entwicklungen kommen veränderte Rahmenbedingungen. Dazu zählen unter anderem der Wettbewerb sozialer Unternehmen und privater Träger, die knapper werdenden finanziellen Mittel, die Qualitätsanforderungen, die demografische Entwicklung im Hinblick auf die Zahl älterer Menschen sowie die zunehmende Bedeutung des Kundenbegriffs und des Dienstleistungscharakters sozialer Anbieter.
Eine Folge der internen und externen Entwicklungen war, dass das Johannesstift im Jahr 2001 einen Strategieprozess in Gang setzte, mit dem Ergebnis eine neue Struktur sowie grundlegende Ziele für die mittel- und langfristige Planung festzulegen. So gab es ab dem Jahr 2005 einen Zweiervorstand, die Arbeitsbereiche gliederten sich in fünf Geschäftsbereiche, mit jeweils einem Geschäftsführer an der Spitze.

## Soziales Engagement
Das Evangelische Johannesstift stiftet als Adventskranz seit 2003 jährlich einen Wichernkranz für den Deutschen Bundestag und einen für die Kassenhalle der Berliner Filiale der Evangelischen Bank im Evangelischen Zentrum im Ortsteil Friedrichshain.

## Kunst
Im Außengelände des Johannesstifts sind drei Edelstahlskulpturen des Bildhauers Volkmar Haase aufgestellt. Ihm war 1998 die Ausstellung Perspektiven – Skulpturen des Bildhauers Volkmar Haase in der Landschaft des Johannesstifts gewidmet.

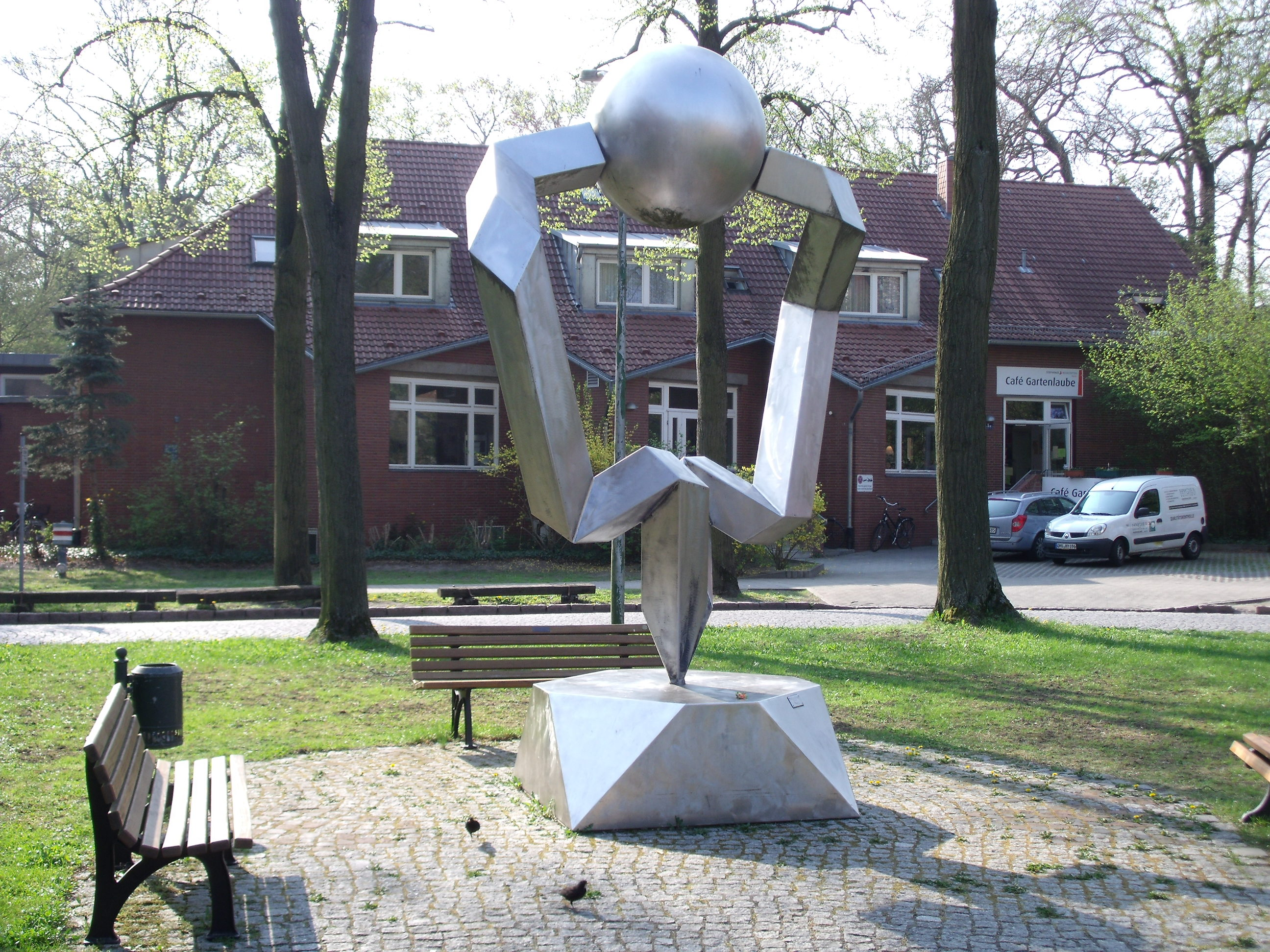
Offene Berührung (1989/1990). Die Kugel steht in der Kunstgeschichte sowohl für Vollkommenheit als auch – manchmal personifiziert durch die Göttin Tyche der griechischen Mythologie – für Fügung und Schicksal, man vergleiche zum Beispiel Stein des guten Glücks.
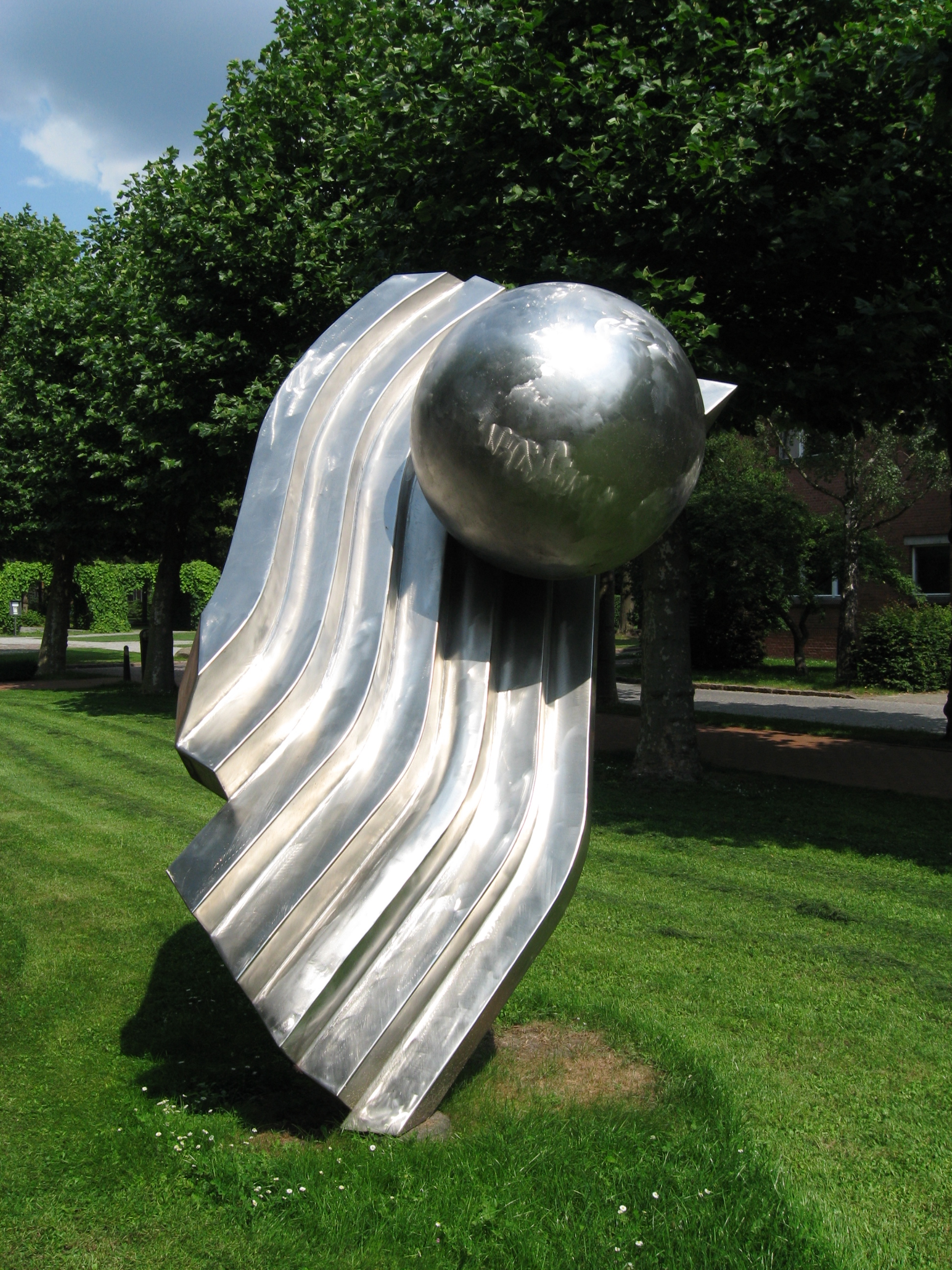
Woge mit zwei Kugeln diametral (1991/1992). Das Wogenthema beschäftigte Haase ab den 1990er Jahren. „Beim Betrachten einer solchen Skulptur scheinen Vergangenheit und Zukunft zu verschmelzen, Vergänglichkeit wird spürbar.“ (Hella Kaiser, 1996)
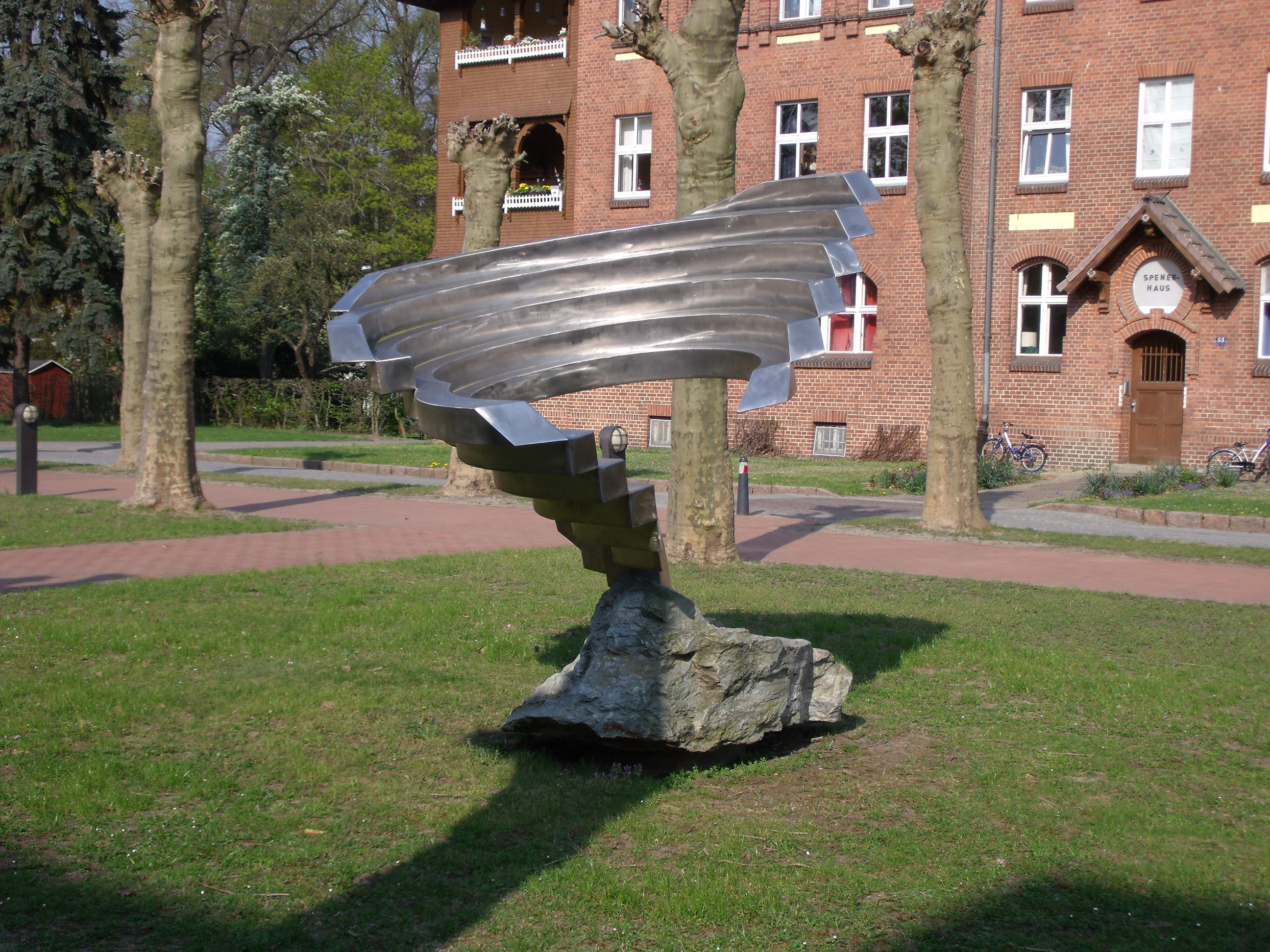
Woge auf Kyanit (1993/1994). Aus einem Naturstein als Sockel baut sich eine Art Strudel auf. Eine ähnliche Arbeit von 1994 benannte Haase nach Charybdis, dem alles verschlingenden Meeresungeheuer aus Homers Odyssee.